# Carlo Barletti
Carlo Battista Barletti, né le 22 mai 1735 à Rocca Grimalda et mort le 25 février 1800 à Pavie, est un physicien italien, professeur à l'université de Pavie.

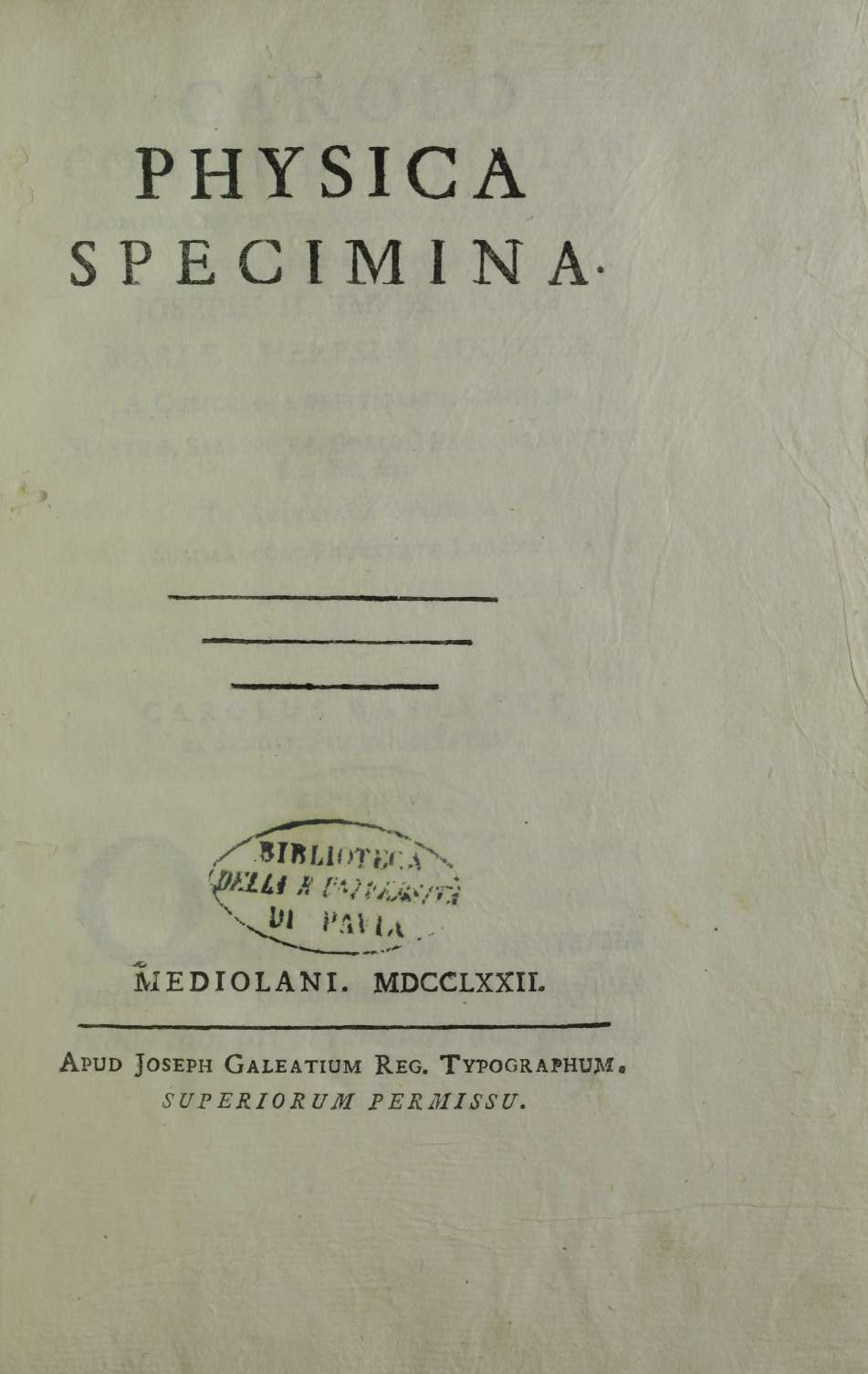
Physica specimina, 1772

## Biographie
Carlo Barletti, né en 1735, est le fils d'Antonio et de Domenica Barletti à Rocca Grimalda, une commune de la région d'Ovadese dans la province d'Alessandrie. En 1751, il rejoint la maison des Scolopi, un ordre religieux catholique enseignant, à Paverano, en tant que novice ; il prononce ses vœux en 1752. Après avoir terminé ses études ecclésiastiques, il commence à vingt ans à enseigner la grammaire et la rhétorique dans les écoles scolopiennes.
Parallèlement, il étudie la physique en solitaire jusqu'à ce que, en 1760, il soit autorisé à enseigner la physique. En 1771, il écrit son premier ouvrage scientifique intitulé Nuove esperienze elettriche.
En 1772, après avoir publié sa Physica specimina, Carlo Barletti est nommé à la chaire de physique expérimentale de l'Université de Pavie.
En 1773-1774, il collabore à l'Encyclopédie publiée à Yverdon par F. B. De Felice. En 1776, il rédige le Dubbj e pensieri sopra la teoria degli elettrici fenomeni, sous la forme d'une lettre à l'abbé Felice Fontana et d'une seconde lettre à Alessandro Volta, alors professeur de physique à Côme.
En 1780, il publie la brochure Analisi di un nuovo fenomeno del fulmine (Analyse d'un nouveau phénomène de foudre), dans lequel il examine les effets de la foudre, qui a frappé la girouette de l'église SS. Siro e Sepolcro de Crémone. En examinant les bords des trous causés par la foudre, qui semblent être dans des directions opposées, Carlo Barletti en conclut que des courants électriques opposés ont simultanément frappé la girouette depuis des côtés opposés et il en tire une confirmation de l'hypothèse simmerienne.
En 1782, il est reconnu comme l'un des "quarante Italiens de grand mérite, dont les œuvres ont été mises en lumière et universellement applaudies", qui y ont participé.
Avec la publication de son traité de physique Fisica particolare e generale, Carlo Barletti se fixe l'objectif ambitieux de rassembler les chapitres de physique dans un contexte organique, en les reliant à la méthode galiléenne et aux principes newtoniens.

## Hommages
À Ovada et Acqui Terme, dans la province d'Alessandria, deux lycées publics portent son nom.

## Publications
- (it) Nuove sperienze elettriche, Milan, Giuseppe Galeazzi, 1771 (lire en ligne)
- (la) Physica specimina, Milano, Giuseppe Galeazzi, 1772 (lire en ligne)
- (it) Dubbi e pensieri sopra la teoria degli elettrici fenomeni, Milan, Giuseppe Galeazzi, 1776 (lire en ligne)
- (it) Analisi di un nuovo fenomeno del fulmine, Pavie, 1780 (lire en ligne).